# Chating (köpinghuvudort i Kina, Hunan Sheng, lat 28,50, long 112,93)
Chating (kinesiska: 茶亭, 茶亭镇) är en köpinghuvudort i Kina. Den ligger i provinsen Hunan, i den södra delen av landet, omkring 34 kilometer norr om provinshuvudstaden Changsha. Antalet invånare är 28 513. Befolkningen består av 13 796 kvinnor och 14 717 män. Barn under 15 år utgör 14,0 %, vuxna 15-64 år 74 %, och äldre över 65 år 11,0 %.
Runt Chating är det tätbefolkat, med 411 invånare per kvadratkilometer. Närmaste större samhälle är Gaotangling, 18,0 km sydväst om Chating. Trakten runt Chating består till största delen av jordbruksmark.
Genomsnittlig årsnederbörd är 1 710 millimeter. Den regnigaste månaden är maj, med i genomsnitt 305 mm nederbörd, och den torraste är oktober, med 46 mm nederbörd.